# セレン (女優)
セレン（Selen、本名Luce Caponegro、1966年12月12日 - ）は、イタリアの元ポルノ女優。現在もテレビ局の司会者等として活躍している。

## 経歴
ローマ市内の裕福な家庭で育つ。父親は地元では有名な原油関連の企業経営者で、セレンは幼少時から、歌手養成所、クラシックダンス教室、乗馬クラブなどに通っていた。
しかし、18歳のとき、実家を離れてある男性と結婚したが、両親の援助を受けることができず、一転貧しい生活を強いられた。20歳ころ、夫の勧めによりアマチュア系ポルノ映画「Orgia di compleanno」に初めて出演したが、まもなく離婚した。
1993年、 Alex Perry監督の高予算作品「Signore scandalose di provincia」(ロッコ・シフレディ主演)
に起用されてから一躍有名になり、現在ではイタリア国内で一番有名なポルノ女優とされている。1993年から1998年の間、ホット・ドー(Hot D'Or)等の映画祭において、合計17部門を受賞している。
現在はハードコア界からは引退し、その著名さと生来の美貌を活かし、テレビ司会者等として一般芸能界に転身している。

## トリビア
- 再婚後の2006年に39歳にして第2子を出産した（1988年、22歳で前夫との間に第1子を出産している[1]）。
- 居住地は、ロマーニャ地方である。
- 母国語のイタリア語のほか、英語とフランス語にも堪能である。